# Starcrossed (película)
Starcrossed (titulado: Persecución extraterrestre en México y Mi querida extraterrestre en España) es un telefilme estadounidense de ciencia ficción y romance de 1985, dirigido por Jeffrey Bloom, que a su vez lo escribió, musicalizado por Gil Mellé, en la fotografía estuvo Gil Hubbs y los protagonistas son James Spader, Belinda Bauer, Peter Kowanko y Clark Johnson, entre otros. Este largometraje fue producido por Fries Entertainment y se estrenó el 31 de enero de 1985.

## Sinopsis
Una mujer extraterrestre que escapa de un enemigo letal se esconde en la Tierra, donde conoce a un joven mecánico, este la ayuda a regresar a su casa y a pelear para que su pueblo sea libre.